# سكوت هانسن
سكوت هانسن (بالإنجليزية: Scott Hansen)‏ هو سائق سباق أمريكي، ولد في 17 يونيو 1955 في غرين باي في الولايات المتحدة.

## وصلات خارجية
- سكوت هانسن على موقع Racing-Reference.info (الإنجليزية)